# Pedro José de Alvarado y Baeza
Pedro José de Alvarado y Baeza (* 25. Juni 1767 in Cartago, Costa Rica; † 8. Juli 1839 ebenda) war Priester und Präsident von Costa Rica.

## Leben
Seine Eltern waren Manuela Baeza Espinosa de los Monteros y Maroto und Lieutenant Pedro de Alvarado y Guevara.
Um 1791 wurde Pedro José de Alvarado y Baeza zum katholischen Priester geweiht. 1797 wurde er Pfarrer von San José, 1798 von Heredia. Anschließend war er mit anderen kirchlichen Aufgaben betraut. 1820 wurde schließlich zum Vicario Foráneo de Costa Rica des Bischofs von León en Nicaragua ernannt, dem für Costa Rica zuständigen Bischofsvikar. Dieses Amt war – bis zur Einrichtung des Bistums San José de Costa Rica am 28. Februar 1850 – das höchste in der katholischen Hierarchie des Landes.
José de Alvarado war einer der curas caudillos (spanisch Pfarrer und Anführer), wie in Costa Rica die Priester genannt wurden, die an führender Stelle die Unabhängigkeit ihres Landes von Spanien anstrebten. Am 29. Oktober 1821 war er Mitunterzeichner der Unabhängigkeitserklärung (Acta de Independencia de Costa Rica). Alvarado wurde daraufhin in die Junta de Legados de los Pueblos (Rat der Volksbeauftragten) berufen, die Costa Rica zu Beginn der Unabhängigkeit regierte. Deren Vorsitzender war vom 12. November bis zum 1. Dezember 1821 ein anderer cura caudillo, nämlich der Priester Nicolás Carrillo y Aguirre. Die Junta beschloss am 1. Dezember 1821 den Pacto de Concordia, die erste Verfassung von Costa Rica.
Dieser Verfassung gemäß trat eine Junta Gubernativa als provisorische Regierung an die Stelle der Junta de Legados de los Pueblos. Zu ihrem Präsidenten wurde am 1. Dezember 1821 José de Alvarado gewählt. Er übte sein Amt bis zum 6. Januar 1822 aus. Während seiner Regierungszeit traten Wahlversammlungen zusammen, die eine Junta de Electores (Wahlmännerrat) wählten. Dieses Gremium wählte seinerseits die neue Regierung, die Junta Superior Gubernativa. Als deren Vorsitzender übernahm Rafael Barroeta y Castilla die Präsidentschaft von Alvarado.
Alvarado war ein Anhänger des Anschlusses Zentralamerikas an das Kaiserreich Mexiko unter Kaiser Agustín de Itúrbide. Costa Rica entsandte Delegierte in den Congreso Constituyente de México 1821.
Alvarado hinterließ Teile seines Vermögens der Kirche, den Armen, jungen Waisen und Witwen von Cartago. Sein Sohn Juan Fernando Echeverría wurde stellvertretender Präsident von Costa Rica.